# Mons-en-Montois
Mons-en-Montois település Franciaországban, Seine-et-Marne megyében. Lakosainak száma 445 fő (2022. január 1.). Mons-en-Montois Sigy, Thénisy, Cessoy-en-Montois, Donnemarie-Dontilly és Meigneux községekkel határos.

## Népesség
A település népességének változása:
| Lakosok száma | 478  | 463  | 471  | 452  | 449  | 445  | 445  | 443  | 445  |
|               | 2013 | 2015 | 2016 | 2017 | 2018 | 2019 | 2020 | 2021 | 2022 |